# Московченко, Григорий Савельевич
Григорий Савельевич Московченко (1916—1995) — советский живописец, педагог; участник Великой Отечественной войны, начальник разведки 320-го гвардейского миномётного дивизиона 67-го гвардейского миномётного полка Южного фронта, гвардии лейтенант. Герой Советского Союза (1943). Заслуженный деятель искусств РСФСР (1982). Член Союза художников СССР.

## Биография

Могила Московченко на Троекуровском кладбище Москвы.

Родился 25 февраля 1916 года в селе Стародубовка ныне Мангушского района Донецкой области. Работал преподавателем в средней школе.
В Красную Армию призван в 1942 году. Окончил Краснодарское артиллерийско-миномётное училище. 13 октября 1943 года, находясь с группой разведчиков в первых рядах наступающих подразделений, передавал сведения о противнике, умело корректировал огонь дивизиона. Своевременно вызванным артиллерийским огнём 16 октября 1943 года была сорвана контратака врага.
1 ноября 1943 года за образцовое выполнение боевых заданий командования и проявленные при этом отвагу и геройство гвардии лейтенанту Московченко Григорию Савельевичу присвоено звание Героя Советского Союза с вручением ордена Ленина и медали «Золотая Звезда» .
С 1945 года в запасе, а затем в отставке. В 1951 году окончил Московский художественный институт имени Сурикова, преподавал в нём. Долгое время работал в Московском технологическом институте Минбыта РСФСР (в настоящее время «Российский государственный университет туризма и сервиса»), был деканом Художественного факультета этого вуза. На здании Ученого корпуса № 1 «РГУТИС» установлена мемориальная доска в честь памяти о нём (ул. Главная, д. 99, п. Черкизово Городской округ Пушкинский, Московская область).
Жил в Москве. Умер 5 октября 1995 года. Похоронен на Троекуровском кладбище.

## Избранные произведения
- «Связной», 1952
- «Небо зовет», 1969

## Семья
Первая жена — Евдокия Дмитриевна Московченко (Кокташ), третья жена — Вера Ивановна Антюхина-Московченко.
- Дочь Нелля (22.01.1937 — 13.06.2016),
  - Внуки — Михаил, Мария
- Сын Виктор (умер в 1952) от первого брака.
- Сын Григорий от третьего брака;
  - Внучка — Ирина.

## Память
- Мемориальная доска на здании Российского государственного университета туризма и сервиса, где Московченко возглавлял художественный факультет.
- Мемориальная доска на доме в Москве, где жил Московченко. Скульптор Олег Закоморный[1]